# Rossinière
Rossinière é uma comuna da Suíça, no Cantão Vaud, com cerca de 495 habitantes. Estende-se por uma área de 23,34 km², de densidade populacional de 21 hab/km². Confina com as seguintes comunas: Château-d'Oex, Haut-Intyamon (FR), Veytaux e Villeneuve. 
A língua oficial nesta comuna é o Francês.

## História
Rossinière, situada a meio caminho entre Montreux e Gstaad, aparece nas crónicas do século VIII. É famosa pelo Grand Chalet, considerado como a maior construção em madeira dos Alpes. Esta casa é duplamente célebre dado que aqui viveu e trabalhou o grande artista Balthus a partir de 1977. Hoje vive no Grand Chalet a sua viúva, a condessa Setsuko..